# Brian Cox (fysiker)
Brian Edward Cox, OBE (født 3. marts 1968 i Oldham, Lancashire, England) er en britisk partikelfysiker, professor ved University of Manchester og naturvidenskabelig formidler samt radio- og tv-medarbejder ved BBC.
I tilknytning til sit job som professor ved University of Manchester har Brian Cox været tildelt forskningsstipendier fra Royal Society og han er medlem af universitetets High Energy Physics Group og arbejder derudover med ATLAS-eksperimentet ved CERN med partikelacceleratoren Large Hadron Collider (LHC).
Brian Cox er mest kendt som videnskabelig medarbejder, formidler og programleder i en række naturvidenskabelige radio- og tv-programmer, men han blev allerede i sin studietid fra midten af 1980'erne kendt som keyboardmusiker for først det britiske rockband Dare fra Oldham og fra begyndelsen af 1990'erne for det nordirske band D:Ream.
Han har fået flere udmærkelser for sit engagement som formidler af naturvidenskab, og hans formidling har blandt andet omfattet funktioner som programleder i et antal afsnit af BBC's naturvidenskabelige serie "Horizon" fra 2005 til 2009, herunder i programmerne Large Hadron Collider and the Big Bang, What On Earth Is Wrong With Gravity, Do You Know What Time-It Is? og Can We Mage a Star on Earth?. Han har efterfølgende også været programleder for blandt andet serierne Wonders of the Solar System fra 2010 og Wonders of the Universe fra 2011 (vist af DR2 og DR3 i 2012 og 2015 under titlen Universets gåder) .
Efter sin succesrige optræden på BBC, blev Brian Cox rekrutteret som videnskabelig rådgiver ved produktionen af science fiction-filmen Sunshine fra 2007, hvorunder han blandt andet afholdt populærvidenskabelige fordrag om Solsystemet for filmcrewet, ligesom han efterfølgende har kommenteret filmens naturvidenskabelige indhold i forhold til dens indholdsmæssige plot.

## Værker
- Double Diffraction Dissociation at Large Momentum Transfer (1998)